# Non è vero
Non è vero è un singolo del gruppo musicale italiano The Kolors, pubblicato il 14 maggio 2020.

## Video musicale
In concomitanza con l'uscita del singolo è stato pubblicato sul canale YouTube del gruppo un lyric video del brano. Il video ufficiale è invece stato reso disponibile a partire dal 23 maggio.

## Tracce
1. Non è vero – 3:06

## Successo commerciale
In Italia il brano è stato il 40º più trasmesso dalle radio nel 2020.